# مارکونی کامیونیکیشنز
مارکونی کامیونیکیشنز (انگلیسی: Marconi Communications) شرکت مخابرات بریتانیایی است، که در سال ۱۹۹۸ تأسیس شد.